# 韋利姆切
51°34′36″N 24°44′16″E / 51.57667°N 24.73778°E

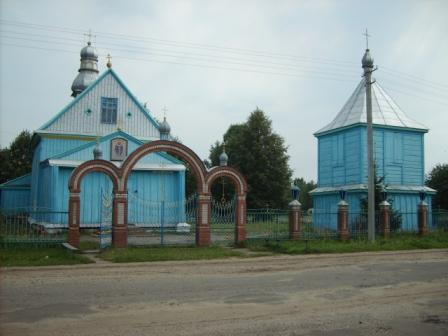
教堂

韋利姆切（烏克蘭語：Велимче），是烏克蘭西北部沃倫州科韋利區韦利姆切市镇内的村落及其行政中心。始建於1500年，面積4.92平方公里，海拔高度158米，2024年人口2,800，人口密度每平方公里586.01人。